# Голінська сотня
Голінська сотня — адміністративно-територіальна і військова одиниця Прилуцького полку Гетьманщини. Певний час входила до складу Іченського та Ніжинського полку. Створена 1649, відновлена 1754. Центр — село Голінка.

## Історія

Розташування Голінської сотні на мапі Прилуцького полку станом на 1781 рік.

1649 року Голінська сотня рахується в числі 21 сотні Прилуцького полку. У 1660-тих роках ліквідована, приєднана до Красноколядинської сотні того ж полку. Гетьман Іван Мазепа створив на рангових землях сотні окреме Великосамбірське староство, до складу якого частоков увійшла й колишня Голінська сотня із сотенним селом. Але після московської агресії 1708 статус кілька разів змінювався, залежно від примх завойовника (село певний час належало, зокрема, московському військовому злочинцю А. Меншикову).
Наприкінці 1738 козаки Голінської сотні перебували у складі Корибутівську сотні — щойно відновленої під час війни з Османською імперією.
Статус сотенного центру Прилуцького полку повернув Голінці 1751 року Гетьман України Кирило Розумовський — після 90-річної перерви.
Дещо заплутана адміністративна доля Голінської сотні також відображена у розвідці історика Дмитра Шкоропада:

В кінці 1738 р. сталася друга у XVIII ст. зміна структури Прилуцького полку — із Красноколядинської сотні була виділена східна половина її території в нову Корибутівську сотню. Однак, за розпорядженням Сенату в 1742 р. Корибутівська сотня знову увійшла до складу Красноколядинської. У 1751 р. «за ордером» К. Розумовського Корибутівська сотня знову була виділена з Красноколядинської сотні. Після цього вона існувала до скасування полкового правління в Україні. В цей другий період існування сотні її центром був вже не Корибутів, а с. Голінка. Тому в другій половині XVIII ст. її називали ще й Голінською…

Назва сотні в документах 18 ст. зустрічається як Голюнська.

## Символіка
Герб, прапор та печатка Голінської сотні — дві вісьмикутні зірки у горішньому полі та сагайдак (бойовий лук) із натягнутою тятивою та стрілою — у долішньому. Зірки символізують християнські чесноти та два центри сотні — село Корибутів (де не було сотенної адімінстрації) та село Голінку. Сагайдак — спеціалізацію голінських козаків на прикордонній гетьманській службі.
Слід, однак, сказати, що на відомих нині печатках сотні герб супроводжує абревіатура «П. С. К.», тобто «печать сотні Корибутівської».

## Військовий профіль
Після Андрусівського розподілу України (1667) козаки майбутньої Голінської сотні широко вербувалися у прикордонні загони, які несли рангову службу на українсько-польському кордоні вздовж р. Дніпро (до розподілу Речі Посполитої 1775). Брали участь у військових операціях Прилуцького полку Гетьманської армії. Голінські курені зберігали вірність Гетьману України Іоанну Мазепі після укладення українсько-шведського союзу 1708.
Після скасування у 1750-тих роках митного кордону між Московією та Гетьманщиною, сотня втрачає значення як прикордонна. Крім того, більшість сотників навіть не жили на території сотні (за винятком Романа Соколовського, який був родом із с. Дептівка). Безлад у керівництві, поширення хабарництва та навіть п'янства покривалося урядовцями Малоросійської колегії у Глухові. Відтак, до плачевного стану Голінської сотні апелювали навіть російські чиновники, зацікавлені у пришвидшенні наочної деградації сотенних форм правління в усій Україні.

## Реєстр козаків Голінського куреня Красноколядинської сотні 1731 року
| Ч. | Села Голюнкы коȥакы можнїе      | Козакы убогїе               | Крайне Убогїе                      | ПОДСОСѢДКЫ КОȤАЧЇЕ               | Нащадки у ХХІ столітті                 |
| 1  | Семененко Самойло Ȥȥѩтемъ       | Грицко Гапон                | Василъ/ь мехеда                    | Романъ Заболотнѣй, Лесенковъ     | Гапоненки - мешканці Голінки           |
| 2  | Савъка Ѩковенко                 | Терешко шевъченко (Носенко) | Леско Савченко                     | Маξимъ Горбань, Гирмановъ        | Шевченки та Носенки - мешканці Голінки |
| 3  | Грицко Лаȥоренко                | Леско Маξименко ȤБратомъ    | Удова Чаленкова                    | Юско Ткачъ, Мигалювъ             | Лазоренки - Київ                       |
| 4  | Настѩ Палѣйка                   | Гавърило мотренко           | Удова Гунчиха                      | Петро Ткачъ, Чаленковой          | Палієнки - мешканці Голінки            |
| 5  | Настѩ Проциха                   | Въдова Маξимиха Вернигорка  | Иванъ Голубенко                    | Харко ПалѢенко, Оробъювъ         |                                        |
| 6  | Ничипор Ȥубъ ȤБратаничем        | Тимошъ Лесенко ЗъБратомъ    | Іванъ мелъниченко Зневѣстъкою      | Павло Бараненко, Ковалювъ        |                                        |
| 7  | Тимошъ Хилъченко ȤБратом        | Іванъ Гончар                | Удова Химка Васи лиха Ȥсесътренцем | Северинь/ъ Охрѣменко, Передерынъ | Гончарі - мешканці Голінки, Тиниці     |
| 8  | Гарасимъ онищенко ЗБратами      | Иванъ Ілъленко              | Степанъ Компанець                  | Михайло Захожїй, Остапенковъ.    | Онищенки - мешканці Голінки            |
| 9  | иванъ овсђенко                  | Савъка Савощенко            | Василь Маξименко                   | Савка Ѩковенко, Маξименъковъ     |                                        |
| 10 | Давид шевченко                  | Иваниха Въдова,             | Ѩцко Гирмановь ȥѩт                 | Остапъ Сипанви (?), Андрѣенковъ, |                                        |
| 11 | Петро Гирманенко                | Хведоръ Сергѣенко           | Павъло Будило                      |                                  |                                        |
| 12 | Степанъ Сердюченко              | Лукѩнъ Сидоренко ЗъБратомъ  | Игнатъ Кондратенко                 | Грицко Ȥагорулъко, Сергѣенковъ   |                                        |
| 13 | Лукѩнъ Хилъченко                | Іванъ Шрамко                | Сергѣй Чаленко                     | Петро Остапенко Хилъченковъ      |                                        |
| 14 | Гарасимъ Клименко Ȥс(и)номъ     | Гарасимъ Шевченко           | Удова Грициха                      | Иванъ Лобаненко Луценковъ,       |                                        |
| 15 | Микита Андрѣенко                | Михайло Паȥюкъ ȤБратомъ     | Іванъ Дубина                       | Ѩковъ Вошколупъ Пащенковъ        |                                        |
| 16 | Грицко Мигалъ ȤБратоминевѣсткою | Иванъ Демченко              | Ѩкимъ Ромащенко Ȥневѣстъкамы       | Гарасимъ Кириченко, Демчишинъ,   |                                        |
| 17 | Матвѣй Ващенко                  | Антонъ Шастунъ              | Иванъ Стебскїй                     |                                  |                                        |
| 18 | Василь/ъ Хилъченко ȤБратамы     | Тимошъ Динисенко ЗБратами   | Удова Савчиха Лаȥоренкова,         |                                  |                                        |
| 19 | Харко Севериненко               | Данило Чеверда              | Василъ/ь Ковалъ/ь                  |                                  |                                        |
| 20 | Кондратъ Передера               | Антонъ Рогуленко            | Ѩцко Харченко                      |                                  |                                        |
| 21 | Иванъ Малисѩ (?)                | Въдова Авърамиха            | Ѩцко Ігнатенко                     |                                  |                                        |
| 22 | Остапъ Пащенко ȤъБратамы        | Удова Ȥдориха Ȥсномъ        | Вдова Богменкова                   |                                  |                                        |
| 23 | Грицко Голуб                    | Грицко Нестаренко (!)       | Опанасъ Ȥѣнченко                   |                                  |                                        |
| 24 | Удова Семениха Гапонова         | Петро Ѩготиненко            | Іванъ Дудъка (?)                   |                                  |                                        |
| 25 | Юско Остапенко ЗБратом          | Грицко Гапонъ               | Семенъ Половинка (!)               |                                  |                                        |
| 26 | Петро Колодѣй                   | Леско Ȥуб ЗДочкою           | Хведоръ Гончаръ                    |                                  |                                        |
| 27 | Дмитро Артюшенко                | Грицко Колодѣй              | Грицко Кирђенко                    |                                  |                                        |
| 28 | Петро Ющенко ЗъБратами          | Грицко Гармашъ              | Микита Бердничинъ ȥѩт Ȥшурином     |                                  |                                        |
| 29 | Савка Петренко                  | Хведор Рѣпа                 | Василъ/ь Стусенко                  |                                  |                                        |
| 30 | Удова супруненкова Ȥсиномъ      | Василъ/ь Рѣпа               | Романиха Gаранджиха                |                                  |                                        |
| 31 | Павъло Гапоненко ȤБратомъ       | Хведор Ващенко              | Грицко ожогъ Збратомъ              |                                  |                                        |
| 32 | Кондратъ Горбаченко             | Ѩковъ Оробей                | Микита Луциковъ                    |                                  |                                        |
| 33 | Василь/ъ Горбачъ/ь              | Павъло Лобода               | Въдова Демченкова                  |                                  |                                        |
| 34 | Юско Коȥиръ/ь                   | Омелко Ковалъ/ь             | Остапъ Нестаренко                  |                                  |                                        |
| 35 | Юско Погорѣлїй                  | Иванъ Марченко              | Прокопъ Шулѩковъȥѩт                |                                  |                                        |
| 36 | Юско овсѣенко Ктытор            | Иванъ Савченко              | Удова Андрусиха                    |                                  |                                        |
| 37 |                                 | Прокопъ Оникїенко           | Павло Дикунъ                       |                                  |                                        |
| 38 |                                 | Процко Евтушенко            | Климъ Дурдынченко                  |                                  |                                        |
| 39 |                                 | Грицко Ѩковенко             | Прокопъ Степаненко                 |                                  |                                        |
| 40 |                                 |                             | Иванъ Шолопѣлїй                    |                                  |                                        |
| 41 |                                 |                             | Удова Деръкачка                    |                                  |                                        |
| 42 |                                 |                             | Даныло Евтушенко                   |                                  |                                        |
| 43 |                                 |                             | Ничипор Чорноȥубенко               |                                  |                                        |
| 44 |                                 |                             | Василь Гриценко                    |                                  |                                        |
| 45 |                                 |                             | Уласъ Шулѩченко Збратомъ           |                                  |                                        |

## Голінська сотенна старшина
До Голінської сотенної старшини належали: сотник, хорунжий, писар і осавул. Голінська сотня поділялася на курені, на чолі яких стояли курінні отамани. Городові, або сотенні отамани (тобто отамани Голінки) були помічниками сотника.
Відомо п'ять сотників Голінської сотні, перші два з яких призначені Гетьманом Кирилом Розумовським, решта три — Малоросійською Колегією:
- Дембовський Павло Іванович (1751–1759)
- Рудковський Василь (20 травня 1760 — 1 червня 1767)
- Соколовський Роман Іванович (1767)
- Жураховський Влас (1767–1777)
- Воротиляк Степан (1777–1782)

### Отамани Голінської сотні
- Прокопенко Семен (?-1755-?),
- Васильович Федір (?)
- Чарнишов Лука (9 червня 1773–1782)

### Писарі Голінської сотні
- Харченко Петро (?-1756-?),
- Чарнишов Лука (3 червня 1768–1773),
- Туруша Прокіп Павлович (2 червня 1773 — 1779-?),
- Носенко Леонтій (1779 — 1782-?)

#### Носенко Леонтій
Носенко Леонтій обіймав посаду сотенного писаря з 1779 по 1782 рік (можливо до остаточної ліквідації Полкового устрою Гетьманщини 1786). Обрання сотенним писарем підтверджено указом Малоросійської колегії 1779.
Військова кар'єра після скасування Полкового устрою невідома. Нащадки зберегли статус козаків-землевалсників с. Голінка до 1921, несучи військову службу за право власності на землю.
У колишньому сотенному центрі, селі Голінка Бахмацького району Чернігівської обл., зараз проживає кілька нащадків старшинського роду Носенків. (?-1781-?)

### Осавули Голінської сотні
- Федоренко Григорій (?-1757-?),
- Чарнишов Лука (1760.07-1767),
- Федоренко Григорій (1767 — 10 грудня 1767),
- Туруша Прокіп Павлович (1768–1773),
- Нечай Досифій (1774–1782)

### Хорунжі Голінської сотні
- Гирман Дем'ян (?-1756-1757-?),
- Бобровський (?- 14 грудня 1769),
- Прокопенко Іван (1773–1775),
- Ковалевець Дем'ян (15 березня 1775–1782)

Голінські сотники були, як правило, великими землевласниками: володіли маєтностями як на правах особистої власності, так і ранговими.

## Населені пункти Голінської сотні
Голінська сотня поділялался на курені, які формувалися на базі козацького населення сіл та містечок. Найбільш упливові курені — Дептівський та, власне, Голінський.
- Базаліївка, слобідка;
- Великий Самбір, село;
- Воронівка, слобідка;
- Гайворон, село;
- Гирявка, село;
- Голінка, село;
- Голубівський хутір (тепер куток Голубівка села Голінка?);
- Данилівка, слобідка;
- Дептівка, село;
- Корибутів, село;
- Кошарська, Кошари, слобідка;
- Курилівка, село;
- Малий Самбір, село;
- Пекарі, село;
- Петрівка, село;
- Пучківський хутір;
- Савинська, слобідка;
- Фесівка, село;
- хутори біля Дептівки, Пекарів, та Петрівки;
- Юрівка, слобідка.

## Ліквідація сотні
1782 сотня ліквідована, а територія увійшла до Борзнянського повіту Чернігівського намісництва як центр Голінської волості. У XIX ст. — волосний центр Конотопського повіту Чернігівської губернії. Зараз — село Дмитрівської селищної громади Ніжинського району Чернігівської області.

## Козацькі старожитності
На більшості старовинних цвинтарів колишнього центру Голінської сотні збереглися кам'яні козацькі хрести із надписами. Також у городах голінців збереглися так звані куплені могили козаків, яких у сер. XIX ст. ховали безпосередньо на їхній становій землі.